# Флаг Саяногорска
Флаг городского округа город Саяного́рск Республики Хакасия Российской Федерации.
Ныне действующий флаг утверждён 29 сентября 2008 года и внесён в Государственный геральдический регистр Российской Федерации с присвоением регистрационного номера 4437.
Флаг является официальным символом муниципального образования город Саяногорск.

## Описание
«Прямоугольное полотнище с отношением ширины к длине 2:3, состоящее из четырёх горизонтальных полос, разделённых линиями в виде остроконечных волн: жёлтой, голубой, зелёной и жёлтой в соотношении средней ширины полос 3:1:1:3; по центру полотнища — вертикальная зелёная полоса в 1/5 длины полотнища, несущая в верхней части орнаментированный особым образом бело-голубой прямоугольник, а ниже — три меньших серебряных прямоугольника».

## Обоснование символики
Флаг составлен на основании герба города Саяногорска по правилам и соответствующим традициям геральдики и отражает исторические, культурные, социально-экономические, национальные и иные местные традиции.
Город Саяногорск, образованный из рабочего посёлка Означенное, имеет богатую историю.
В окрестностях города обнаружены многочисленные археологические памятники, относящиеся к самым ранним появлениям человека на территории нашей страны. Здесь также обнаружены памятники эпохи Великого переселения народов, раннего Средневековья.
Планомерное заселение этого края началось в XVIII веке, а своим образованием и развитием город в основном обязан экономическим событиям середины XX века. Строительство Саяно-Шушенской ГЭС позволило создать Саянский промышленный узел — комплекс крупных промышленных предприятий. На флаге города градообразующая роль ГЭС отражена аллегорическим изображением плотины. Три серебряных бруска — формы для отливки алюминия — указывают на Саяногорский алюминиевый завод, самый современный из российских алюминиевых заводов — второе градообразующее предприятие.
Волнистые полосы символизируют расположение Саяногорска на реке Енисей.
Зелёная вертикальная полоса поверх жёлтого поля указывает на расположение города на границе таёжной и степной природно-климатических зон.
Жёлтое полотнище флага образно указывает на богатство земель, окружающих город: с давних времён известно месторождение Саянского мрамора, ещё в XVIII веке была разведана медная руда.
Жёлтый цвет (золото) — символ богатства, стабильности, уважения, интеллекта.
Белый цвет (серебро) — символ чистоты, совершенства, мира и взаимопонимания.
Голубой цвет (лазурь) — символ чести, благородства, духовности, возвышенных устремлений.
Зелёный цвет — символ природы, здоровья, молодости, жизненного роста.

## История
Первый флаг Саяногорска был утверждён решением Саяногорского городского Совета депутатов от 14 апреля 2004 года № 23. Описание флага гласило:

Флаг муниципального образования город Саяногорск представляет собой прямоугольное полотнище, состоящее из трёх полос. Две равновеликие полосы расположены горизонтально в последовательности: верхняя — жёлтого, нижняя — зелёного цвета. Третья полоса синего цвета шириной 1/6 длины флага расположена вертикально непосредственно у древка флага, объединяя горизонтальные полосы. В левой части жёлтой полосы флага расположены стилизованные изображения плотины и силуэта промышленного предприятия, пересекающие полотно флага. Оба символа синего цвета.

Стилизованное изображение плотины символизирует гидроэнергетику — первопричину образования города, силуэт промышленного предприятия внутри полушестерни символизирует индустриально-промышленное направление развития экономики города.
Жёлтая, зелёная и синяя полосы флага отображают географическое месторасположение: город находится на границе таёжной и степной зон, на берегу реки Енисей.
29 сентября 2008 года, решение № 23 от 14 апреля 2004 года, было признано утратившим силу и был утверждён ныне действующий флаг города Саяногорск.